# Limosina minima
Limosina minima är en tvåvingeart som beskrevs av Macquart 1835. Limosina minima ingår i släktet Limosina och familjen hoppflugor.
Artens utbredningsområde är Frankrike. Inga underarter finns listade i Catalogue of Life.